# Prirezano kvadratno tlakovanje
Prirezano kvadratno tlakovanje je polpravilno tlakovanje evklidske ravnine. V njem so trije trikotniki in dva kvadrata na vsakem oglišču. Tlakovanje ima Schläflijev simbol  s{4,4}.
Conway (rojen 1937) je to tlakovanje imenoval prisekan kvadril, ker ga lahko konstruiramo s pomočjo operacije prisekanja, ki jo opravimo na kvadratnem tlakovanju, ki ga imenujemo tudi kvadril.

## Uniformno barvanje
Obstojata dve različni uniformni barvanji prisekanega kvadratnega tlakovanja. Barve okoli oglišča (3.3.4.3.4) so: (112, 11213).
| Barvanje                 |           |          |
| Simetrija                | 4*2 (p4g) | 442 (p4) |
| Schläflijev simbol       | h0,1{4,4} | s{4,4}   |
| Wythoffov simbol         |           | \| 4 4 2 |
| Coxeter-Dinkinov diagram |           |          |

## Sorodna tlakovanja
To tlakovanje je povezano s podaljšanim trikotnim tlakovanjem, ki tudi ima tri trikotnike in dva kvadrata na oglišču, vendar v drugačnem zaporedju.
Prisekano kvadratno tlakovanje izgleda sorodno tudi tribarvnemu kvadratnemu tlakovanju. Pri tem so rdeči in rumeni kvadrati togo zasukani ter so modre ploščice spremenjene v rombe in potem presekana v dva trikotnika.

## Wythoffova konstrukcija
Prisekano kvadratno tlakovanje lahko nastane s pomočjo operacije prisekanja iz kvadratnega tlakovanja ali kot alternirana prisekanost iz prisekanega kvadratnega tlakovanja.
Alternirano prisekanje pobriše vsa druga oglišča in kreira nove stranske ploskve na mestu odstranjenih oglišč. Pri tem pa zmanjša prvotne stranske ploskve tako, da  imajo še samo polovico prvotnih stranic. V tem primeru pričnemo s prisekanim kvadratnim tlakovanjem, ki vsebuje dva osemkotnika in en kvadrat na eno oglišče. Osemkotne stranske ploskve degenerirajo v kvadrate in kvadratne stranske ploskve degenerirajo v robove. Pojavita se dva nova trikotnika na prirezanem  oglišču okoli prvotnega kvadrata.
Kadar prvotno tlakovanje sestavljajo pravilne stranske ploskve, bodo novi trikotniki enakokraki. Če pričnemo z osemkotniki, ki imajo izmenoma dolge in kratke
Zgled:
| Pravilni osemkotniki izmenoma prisekani   | →(Alternirana prisekanost) | Enakokraki trikotniki (Neuniformno tlakovanje) |
| Nepravilni osemkotniki izmenoma prisekani | →(Alternirana prisekanost) | Enakostranični trikotniki                      |

## Sorodna tlakovanja
| Wythoff            | 4 \| 4 2 | 2 4 \| 4  | 2 \| 4 4  | 2 4 \| 4  | 4 \| 4 2 | 4 4 \| 2   | 4 4 2 \|    | \| 4 4 2    |                           |           |
| Schläfli           | t0{4,4}  | t0,1{4,4} | t1{4,4}   | t1,2{4,4} | t2{4,4}  | t0,2{4,4}  | t0,1,2{4,4} | s{4,4}      | h0{4,4}=h1{4,4}=h0,2{4,4} | h0,1{4,4} |
| Coxeter-Dinkin     |          |           |           |           |          |            |             |             | =                         |           |
| ------------------ | -------- | --------- | --------- | --------- | -------- | ---------- | ----------- | ----------- | ------------------------- | --------- |
| Slika Slika oglišč | 4.4.4.4  | 4.8.8     | 4.4a.4.4a | 4.8.8     | {4,4}    | 4.4a.4b.4a | 4.8.8       | 3.3.4a.3.4b | 4                         | 3.3.4.3.4 |